# 陸文聲
陸文聲，明代太倉人。
靠捐錢由監生出身，任臨西縣知縣，素無頼，貪取火耗銀，為陳啟新賞識。曾要求加入復社被拒，因向朝廷告發張溥等結黨，“倡導復社以亂天下”。